# Ministro presidente

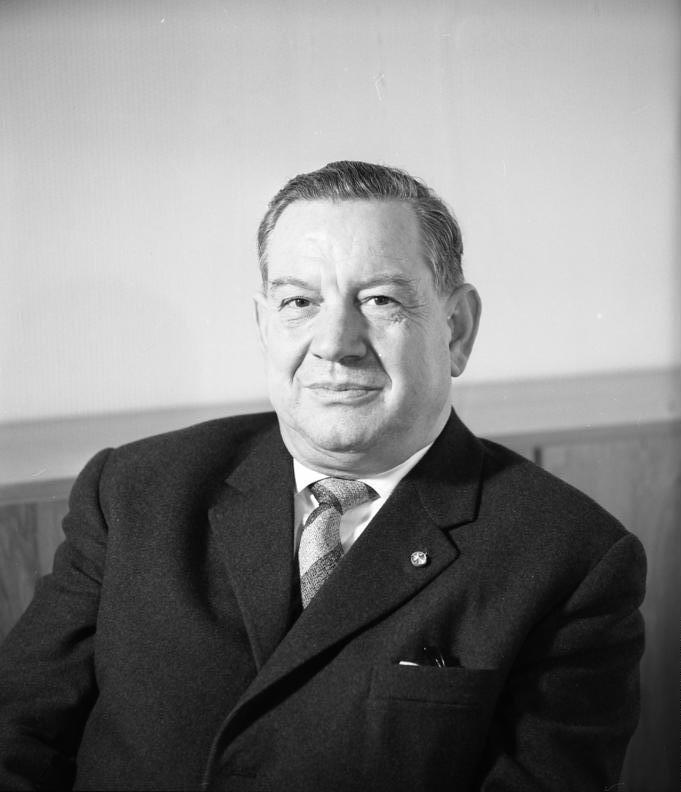
Alfons Goppel ministro presidente de Alemania durante parte del siglo XX

Ministro presidente es la denominación del jefe de gobierno dentro de las subdivisiones territoriales de algunos países:
- En Alemania, el ministro-presidente (en alemán, Ministerpräsident) es el jefe del gobierno de alguno de los dieciséis länder.[1][2]
- En Bélgica, es el jefe del gobierno de una región o comunidad.[3]
- En México, es la denominación que recibe el presidente de la Suprema Corte de Justicia de la Nación, que también es presidente del Consejo de la Judicatura Federal.